# Juan de la Cierva y Peñafiel
Pour les articles homonymes, voir De la Cierva et Peñafiel.
Ne doit pas être confondu avec Juan de la Cierva y Codorníu.
Juan de la Cierva y Peñafiel (* Mula, 11 mars 1864 -  †  Madrid, 11 janvier 1938) était un avocat et homme politique espagnol. Il fut ministre de l'Instruction publique et des Beaux-Arts, de l'Intérieur, de la Guerre, du Budget et de l'Équipement durant le règne d'Alphonse XIII, puis de nouveau ministre du Développement durant la dictature de Primo de Rivera. 

## Biographie
Fils de l'avocat et notaire  Juan de la Cierva y Soto, domicilié à Murcie et marié avec une fille du banquier Eleuterio Peñafiel (qui développa son activité entre 1860 et 1890), il fut diplômé en droit de l'université de Madrid et commença sa carrière politique au sein du Parti conservateur, sous la bannière duquel il fut conseiller municipal puis, en 1895, maire de Murcie et tout à la fois chef provincial des conservateurs. En 1896 il obtint un siège de député au Congrès pour sa province natale et, après l'échec qu'il essuya aux élections suivantes, il fut élu de la circonscription murcienne lors de toutes les élections jusqu'en 1923, et en 1927 en tant que candidat indépendant.
Il fut ministre de l'Instruction publique et des Beaux-Arts entre le 16 décembre 1904 et le 8 avril 1905 et le 8 avril 1905 dans les gouvernements respectifs d'Azcárraga et Villaverde. Plus tard, entre le 25 janvier 1907 et le 21 octobre 1909, il occupa le portefeuille de l'Intérieur. Il fut également ministre de la Guerre à deux occasions : entre le 3 novembre 1917 et le 22 mars 1918 dans un cabinet de García Prieto, et entre le 14 août 1921 et le 8 mars 1922 dans un gouvernement de Maura, sous la présidence duquel il fut également ministre du Budget entre le 15 avril et le 20 juin 1919. Il occupa finalement le poste de ministre du Développement dans deux autres gouvernements: entre le 13 mars et le 14 août 1921 dans un cabinet d'Allendesalazar et, durant la dictature de Primo de Rivera, entre le 18 février et le 14 avril 1931.
Il mit en place à partir de 1902 un réseau de caciques qui réussirent à maintenir un pouvoir omnivore sur les peuples en échange de fidélité politique à la famille. Cette période est connue à Murcie sous le nom de ciervismo (ciervisme). L'hégémonie de Juan de la Cierva céda face à la pression de la lutte ouvrière et à l'instauration de la Seconde République.

### Source
- (es) Cet article est partiellement ou en totalité issu de l’article de Wikipédia en espagnol intitulé « Juan de la Cierva y Peñafiel » (voir la liste des auteurs).